# Phaëton (opera)

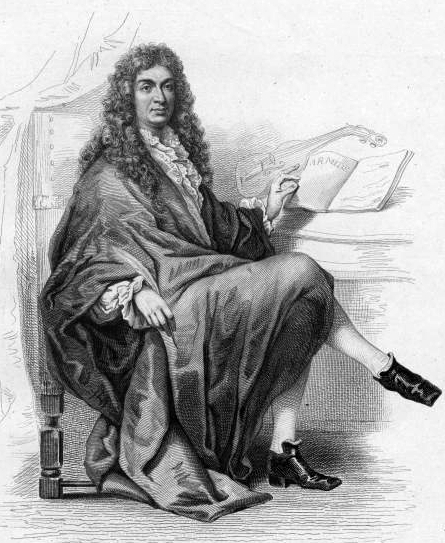
Jean-Baptiste Lully

Phaëton är en tragédie en musique i en prolog och fem akter med musik av Jean-Baptiste Lully. Philippe Quinault skrev librettot efter en av Ovidius historier i Metamorfoser. Den kan läsas som en allegorisk betraktelse över det straff som väntar de dödliga som vågar jämställa sig med "solen" (dvs Solkungen).

## Historia
Phaëton var den första av Lullys och Quinaults operor som hade premiär i slottet Versailles, där den spelades utan scenmaskiner tiden omkring den 6 januari 1683. Parisoperan spelade den också på Théâtre du Palais-Royal (med början den 27 april), där den togs emot väl av publiken. Föreställningen upphörde i trettio dagar för den hovsorg som proklamerades med anledning av drottningens död den 30 juli 1683, men återupptogs därefter och fortsatte till den 12 eller 13 januari 1684.Operan hade nypremiär på Palais-Royal åren 1692, 1702, 1710, 1721, 1730 och 1742. Den benämndes ibland som "folkets opera", precis som Lullys Isis kom att kallas "musikernas opera" (på grund av musiken) och hans Atys som "kungens opera" (en av Ludvig XIV:s favoritverk).

## Personer
Prolog
- Astrée (sopran)
- Saturne (bas)

Tragedin
- Libie (Libya, dotter till Merops med hans första hustru) (sopran)
- Théone (Theona, dotter till Proteus, Phaëtons' älskade (sopran)
- Phaëton (son till Clymene och Solen (haute-contre)
- Climène (dotter till Okeanos, Merops andra hustru (sopran)
- Protée (en havsgud) (bas)
- Triton (havsgud, broder till Clymene (haute-contre)
- Epaphus (som till Jupiter, Libyas' älskade (bas)
- Merops (kung av Egypten) (bas)
- Un roi Éthiopien (en kung från Etiopien) (bas)
- Un roi Indien (en kung från Indien) (bas)
- Une des Heures du jour (en Timme av dagen) (sopran)
- L'Automne (Hösten, en gud) (bas)[3]
- Le Soleil (Solguden) (haute-contre)
- Une bergère Égyptienne (en egyptisk herdinna) (sopran)
- La Terre (jordgudinnan) (haute-contre)
- Jupiter (gudarnas kung) (bas)

## Handling
Phaëton, den stolte och vårdslöse sonen till Solen och oceannymfen Clymene, överger sin älskade Theona för Libya, dotter till kungen av Egypten. På bröllopsdagen betvivlar Libyas försmådde älskare Epaphus, själv son till Jupiter, Phaëtons gudomliga härkomst. För att bevisa saken övertalar Phaëton sin fader att låta honom köra solvagnen för en dag. Under färden förlorar han kontroll över hästarna och orsakar nästan jorden att fatta eld. Epaphus uppmanar fadern att stoppa faran och Jupiter sänder en blixt som får Phaëton att krossas mot marken.